# Charles-Nicolas Cochin

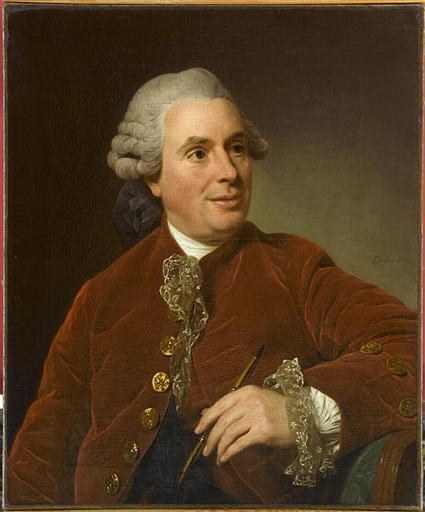
Porträtt målat av Alexander Roslin.

Charles-Nicolas Cochin, född 22 februari 1715, död 29 april 1790, var en fransk tecknare och kopparstickare.
Cochin var sin tids främste bokillustratör och utförde eller gjorde utkast till omkring 1500 blad, bland annat till upplagor av La Fontaine och Rousseau. Cochin var liksom sin far även en uppskattad dekoratör vid Ludvig XV:s hovfester. Som författare bekämpade han rokokons förlastade stil och bidrog till klassicismens genombrott.
Den så kallade Cochin antikva är ett typsnitt som utformades 1913 efter hans illustrationstexter i koppargravyr. Cochin finns representerad vid bland annat Nationalmuseum.